# ナポレオン3世とアルミニウム製品
ナポレオン3世とアルミニウム製品（ナポレオン3せいとアルミニウムせいひん）では、フランス皇帝ナポレオン3世の時代（フランス第二帝政）に製作された装飾されたアルミニウム製の扇や、ディナー用の食器、もしくは武具などについて記述する。ナポレオン3世はアルミニウム製品を好んで用いた。
当時、アルミニウムは「粘土からの銀」 ( silver from clay ) ともいわれるほど貴重な金属で、混じりけのないアルミニウムは金よりも高価であり、ナポレオン3世はアルミニウムに魅了され、アルミニウム製品を愛好していた。自分の上着のボタンや、子供のおもちゃをアルミニウムで作ってもいた。
ナポレオン3世は、晩さん会において、重要な賓客にはアルミニウム製の食器（スプーンやフォーク）を使わせ、他の場合（一般客）には金銀製の食器を使わせたと記録される。
1855年、フランスのパリ万国博覧会において、ナポレオン3世が後押ししたアルミニウム製造会社の「アルミニウム棒」が、宝石がちりばめられた王冠に並んで、万博会場の特別陳列室に展示もされた。1867年の万国博覧会でもアルミニウム製の豪華な「扇」が展示されている（これは、のちにスミソニアン博物館に収蔵された）。
ナポレオン3世は軽い素材であるアルミニウムが軍事に役に立つことに気が付き、力を入れた。また、儀式のためのアルミニウム製の兜（ヘルメット）を用いてもいた。（プレートアーマーも参照）